# Niccolò di Segna
Niccolò di Segna (ou Niccolò di Segna di Buonaventura) est un peintre italien de l'école siennoise, qui a été  actif à Sienne au début du Trecento (XIVe siècle italien).

## Biographie
Niccolò di Segna et son frère Francesco di Segna ont appris la peinture dans l'atelier de leur père Segna di Bonaventura et ont également été des peintres de l'école siennoise.
Niccolò a été actif  entre 1310 et 1350 à Sienne.

## Œuvres
- Vierge à l'Enfant (v. 1340), 76 × 50 cm, Collection Vittorio Cini, Venise. Panneau central d'un polyptyque dispersé de l'Église San Francesco de Prato[1].
- Vierge à l'Enfant (v. 1336), 102 × 67 cm, Museo Diocesano, Cortone.
- Polittico della Resurrezione, retable du maître-autel (v. 1348), Duomo de Sansepolcro.
- Saint François, or et tempera, 25,8 × 20 cm, Museo Nazionale di Palazzo Reale, Pise.
- Saint Ursule et  Saint Victor, or et tempera, 25 × 20 cm chaque, Musée des Beaux-Arts, Dijon.
- Rédempteur bénédictin, 54 × 55 cm, Salini collection, Sienne.

Pinacothèque nationale de Sienne :
- Vierge à l'Enfant
- Vierge de la Miséricorde (1331-1345)
- Croix peinte (v. 1340)
- Sainte Catherine d'Alexandrie,  tempera sur fond d'or, panneau de  22 × 16,5 cm
- Saints et l'archange Michel.